# Bernd Fischer (Radsportler)
Bernd Fischer (* 13. Juli 1953 in Sembten (Schenkendöbern); † 20. Oktober 2024 in Eisenhüttenstadt) war ein deutscher Radrennfahrer.

## Sportliche Laufbahn
Fischer war im Straßenradsport aktiv. Er begann in der BSG Lokomotive Wilhelm-Pieck-Stadt Guben mit dem Radsport. Noch als Schüler wurde er DDR-Meister im Mannschaftszeitfahren. Diesen Titel gewann er auch 1972 in der Jugend A. Dazu kam ein Titel im Querfeldeinrennen in der Jugend B.
Er startete in der Leistungsklasse der DDR für den SC DHfK Leipzig, zu dem er 1969 auf Initiative von Gustav-Adolf Schur gewechselt war und in dem er zunächst von Klaus Ampler, später als Fahrer der Leistungsklasse von Günter Lux trainiert wurde.
Nach guten Ergebnissen bei den Junioren und im ersten Jahr in der Leistungsklasse erhielt er eine erste Berufung in die Nationalmannschaft der Straßenfahrer 1974. Er konnte dabei mit guten Ergebnissen überzeugen. So wurde er in der Tour of Scotland Vierter hinter dem Sieger Kevin Apter, in der Slowakei-Rundfahrt 1974 Fünfter und in der Niederösterreich-Rundfahrt Zehnter. Die Jugoslawien-Rundfahrt beendete er auf dem 33. Rang. 1975 gewann er den Grand Prix Biskra in Algerien. 1976 wurde er beim Sieg von Hans-Joachim Hartnick Dritter der nationalen Meisterschaft im Straßenrennen. In der Thüringen-Rundfahrt wurde er zuvor Zweiter hinter Joachim Vogel.
In der DDR-Rundfahrt startete er dreimal und wurde 1975 37., in den beiden anderen Rennen schied er aus. 1974 war er Teilnehmer im Straßenrennen der UCI-Straßen-Weltmeisterschaften, schied dabei jedoch aus.

## Berufliches
Fischer absolvierte eine Ausbildung zum Autoschlosser.